# Phyllis Kirk
Phyllis Kirk, née Phyllis Kirkegaard le 18 septembre 1927 à Syracuse, dans l'État de New York (selon d'autres sources à Plainfield, dans le New Jersey), et morte le 19 octobre 2006 à Los Angeles, en Californie, est une actrice américaine.

## Biographie
Phyllis Kirk contracte la polio dans son enfance, ce qui lui laisse des séquelles et une santé fragile pour le reste de sa vie. Adolescente, elle s'installe à New York pour y apprendre le métier d'acteur et prend le nom de scène de Kirk. Elle fait ses débuts à Broadway avant de se lancer dans une carrière d'actrice au cinéma et à la télévision.

## Filmographie partielle
Cinéma
- 1950 : Celle de nulle part (Our Very Own), de David Miller : Zaza
- 1950 : Ma vie à moi (A Life of Her Own), de George Cukor : Jerry
- 1950 : Les Heures tendres (Two Weeks with Love), de Roy Rowland : Valerie Stresemann
- 1951 : Vénus en uniforme (Three Guys Named Mike), de Charles Walters : Kathy Hunter
- 1952 : La Collégienne en folie (She's Working Her Way Through College), de H. Bruce Humberstone
- 1952 : La Maîtresse de fer (The Iron Mistress), de Gordon Douglas : Ursula de Varamendi
- 1952 : About Face de Roy Del Ruth
- 1952 : Le Bal des mauvais garçons (Stop, You're Killing Me) de Roy Del Ruth
- 1953 : L'Homme au masque de cire (House of Wax), d'André de Toth : Sue Allen
- 1953 : La Trahison du capitaine Porter (Thunder Over the Plains), d'André de Toth : Norah Porter
- 1953 : Les Échappés du néant (Back from Eternity), de John Farrow : Louise Melhorn
- 1954 : Chasse au gang (Crime Wave ou The City is Dark), d'André de Toth : Ellen
- 1956 : Johnny Concho, de Don McGuire : Mary Dark
- 1957 : That Woman Opposite, de Compton Bennett : Eve Atwood
- 1957 : P'tite Tête de troufion (The Sad Sack), de George Marshall : Maj. Shelton

Télévision
- 1957 : Monsieur et Madame détective (The Thin Man), série VF G Gatand ( Peter Lawford et Phyllis Kirke Jacqueline Porel )
- 1960 : La Quatrième Dimension (The Twilight Zone), série, Saison 1, épisode 36 : Un monde à soi (A World of His Own)
- 1969 : Les Règles du jeu (The Name of the Game), série, saison 2, épisode 7
- 1970 : Sur la piste du crime (The F.B.I.), série, saison 6, épisode 9